# Epactionotus
Epactionotus is een geslacht van straalvinnige vissen uit de familie van de harnasmeervallen (Loricariidae).

## Soorten
- Epactionotus bilineatus Reis & Schaefer, 1998
- Epactionotus gracilis Reis & Schaefer, 1998
- Epactionotus itaimbezinho Reis & Schaefer, 1998
- Epactionotus yasi Almirón, Azpelicueta & Casciotta, 2004